# مقبرة نوكسفيل الوطنية
مقبرة نوكسفيل الوطنية هي مقبرة وطنية للولايات المتحدة تقع في مدينة نوكسفيل، أنشأت خلال الحرب الأهلية عام 1863.
تحوي المقبرة على نصب لجندي من جيش الاتحاد بطول 18 م والذي يقف في الركن الشرقي من المقبرة، هو أحد أكبر آثار الاتحاد. في عام 1996، تمت إضافة المقبرة إلى السجل الوطني للأماكن التاريخية.

## نبذة تاريخية
أنشأت مقبرة نوكسفيل الوطنية من قبل اللواء أمبروز بيرنسايد الذي حررت قواته مدينة نوكسفيل في سبتمبر 1863 في ذروة الحرب الأهلية. كلف بيرنسايد مهمة تخطيط المقبرة لمساعده الكابتن إي بي تشامبرلين.
كانت المقبرة واحدة من القلائل في البلاد التي لم تتطلب أي تعديلات عند تعيينها مقبرة وطنية في نهاية الحرب.

## تنسيق القبور

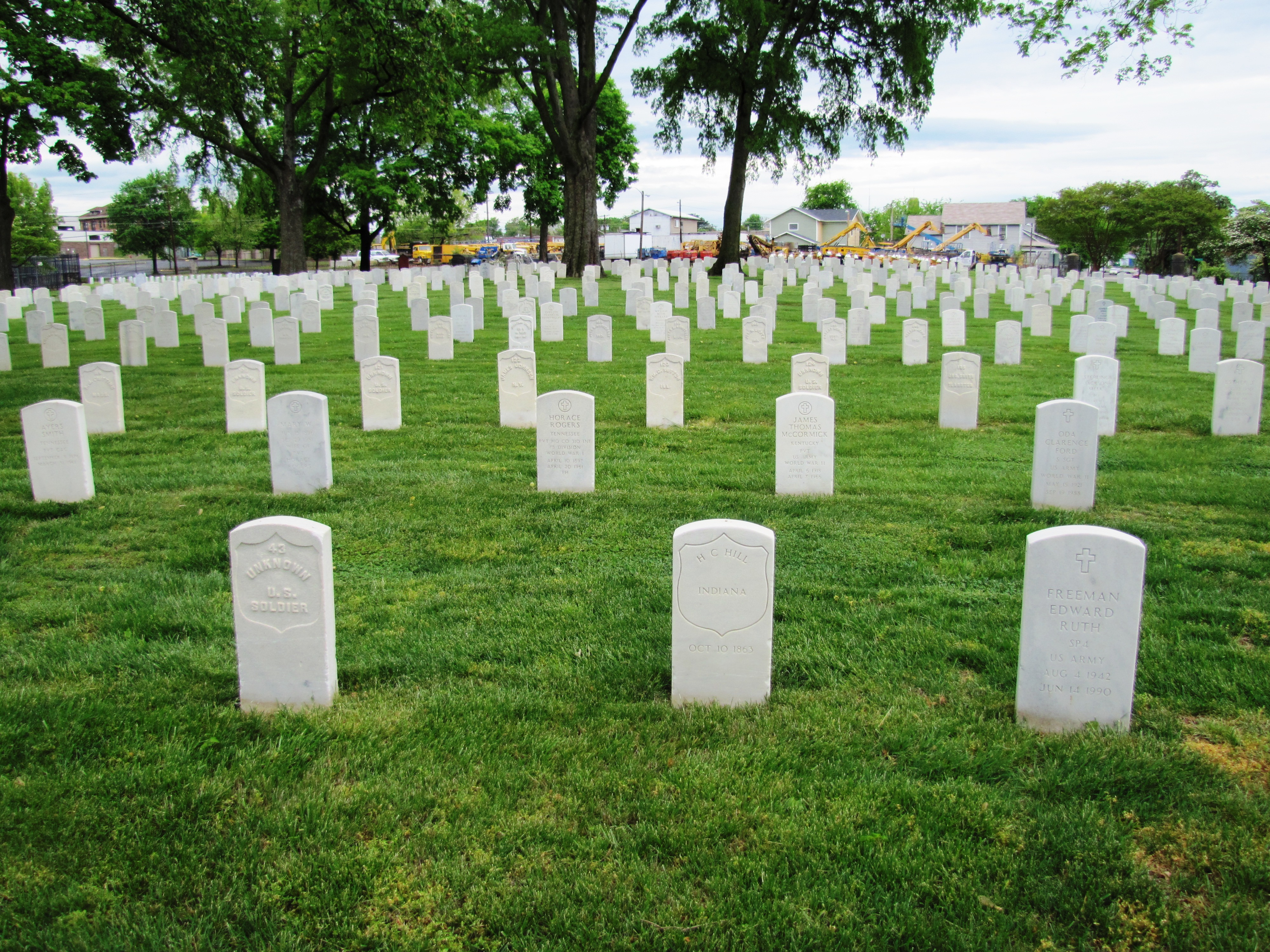
منظر من وسط المقبرة

يتم ترتيب القبورعلى شكل دائري مع فصل كل جزء من الدفن عن طريق الممرات، وتشكل كل من أقسام الدفن ربع الدائرة، حيث تتلاقى شواهد القبور نحو الوسط الذي يوجد فيه سارية العلم الأمريكي ومظلة من القماش.
يحيط المقبرة جدار حجري، حيث يقسم القسم الجنوبي الشرقي للمقبرة. الجزء الشمالي الشرقي من الجدار يحتوي على المدخل الرئيسي للمقبرة، ويعلوه سور حديدي.
داخل البوابة يقع المكتب الإداري للمقبرة ومبنى الخدمات. ويوجد علامات تحتوي على عدة خطوط من قصيدة ثيودور أوهارا، تواجه القبور في الزاوية الشمالية الشرقية.
معظم علامات المقابر هي شواهد رأس من الرخام ذات حجم وشكل متساويين، على الرغم من أن القليل منها يحتوي على علامات أكبر وأكثر تفصيلاً.
ادةً ما تعطي النقوش اسم المتوفى والسنوات التي عاشها وفي بعض الحالات يتكتب رتبة المتوفى أو الحرب التي خدم فيها. تقتصر المدافن على المحاربين القدامى وأزواج المحاربين.
بعد الحرب الأهلية لم تقبل إدارة المقبرة سوى دفن جنود جيش الاتحاد، على الرغم من أن المقبرة تحتوي على مقبرة كونفدرالية واحدة على الأقل.
تدار المقبرة حاليًا من قبل مقبرة ماونتن هوم الوطنية وتحتوي على قدامى المحاربين في كل حرب منذ الحرب الأهلية.

## نصب جندي الاتحاد

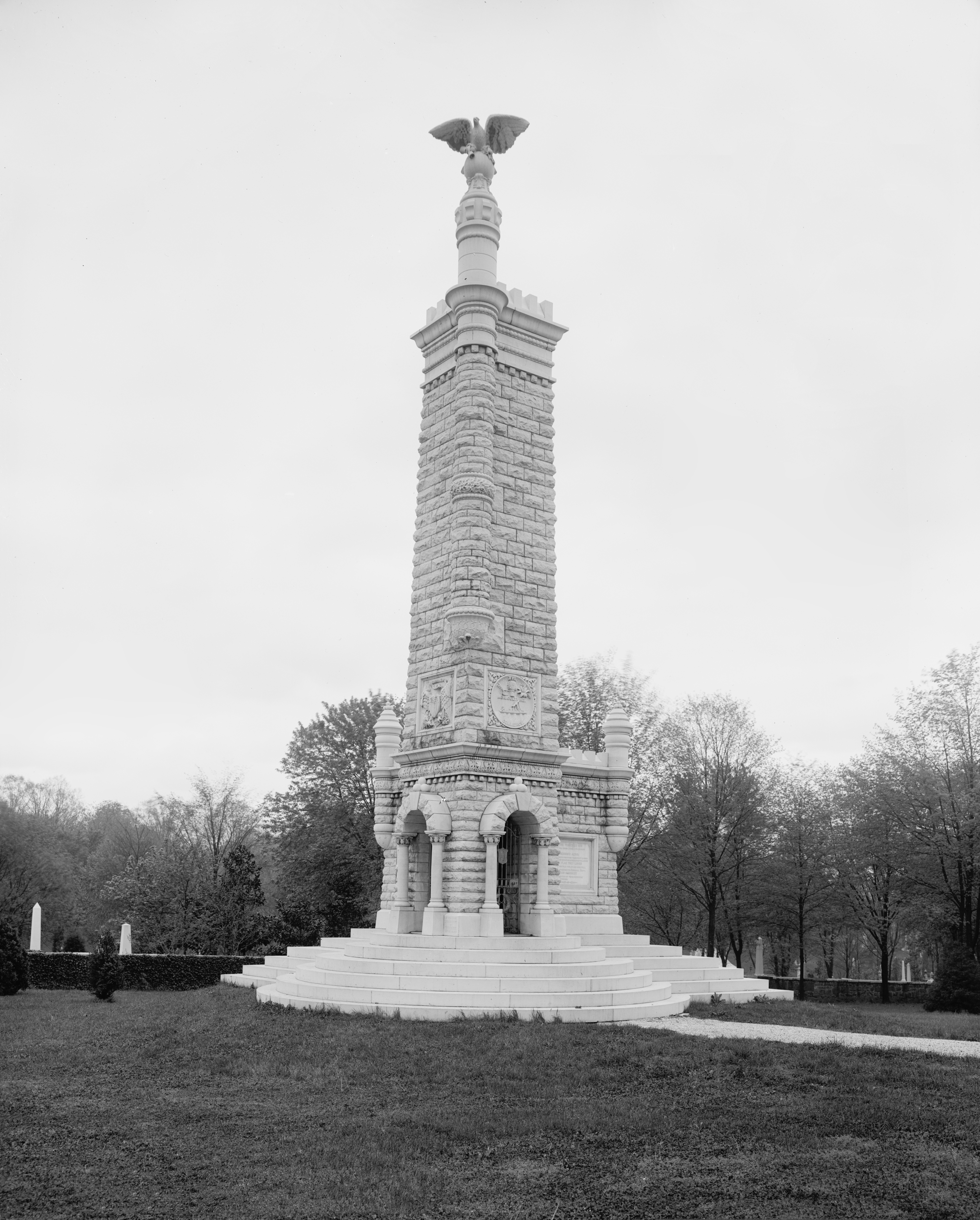
صورة من أوائل القرن العشرين للنصب التذكاري ، تظهر النسر البرونزي محطمًا بواسطة البرق في عام 1904

يقع نصب تمثال جندي الاتحاد في الزاوية الشرقية للمقبرة، حيث أقيم في أوائل القرن العشرين في عام 1892 بمدينة نوكسفيل الكونفدرالية وقتها، دلالة على تثبيت وجود قدامى المحاربين بطول 15 م، ونصب تذكاري يعلوه تمثال جندي كونفدرالي في المقبرة الوطنية الكونفدرالية بالقرب من منزل مابري هازن في شرق نوكسفيل. شكل النصب التذكاري رمزا محلي للجيش الكبير للجمهورية.
ودعى وليام رول ضابط سابق في جيش الاتحاد عبر مجلة نوكسفيل لجمع الأموال لبناء نصب أكبر في مقبرة نوكسفيل الوطنية.
تم الانتهاء من النصب التذكاري في عام 1901، الذي كان يقف على ارتفاع 15م، وتصدر النصب نسر برونزي مع أجنحة منتشرة. ولكن في 22 أغسطس 1904، تحطم النسر بسبب صاعقة برق هز صوتها مدينة نوكسفيل وسمعت على بعد أميال في كل مكان. خطط مفوضو GAR لإعادة الإعمار الفوري باستخدام الأموال الفيدرالية المضمونة من قبل عضو الكونغرس هنري ر. جيبسون.
النصب الجديد الذي صممته شركة الهندسة المعمارية المحلية بومان براذرز، اتبعت إلى حد كبير التصميم الأصلي باستثناء كونه تمثالًا رخاميًا لجندي من الاتحاد ووضع فوق النصب بدلاً من النسر. تم الانتهاء من النصب التذكاري الجديد في 15 أكتوبر 1906.
يمثل النصب، الذي بني من الرخام، قلعة من القرون الوسطى مع نوافذ زجاجية ملونة وغرفة داخلية وسلم بإرتفاع 2.4م. يقف تمثال الجندي على قمة البرج الرئيسي. ويُطلق على النصب التذكاري أحيانًا «نصب وايلدر» حيث تشير الأسطورة المحلية إلى أن الجندي يحمل صورة جنرال الاتحاد ورجل الأعمال تينيسي جون ت.ويلدر.

## مقاطع بارزة
- الحاصلون على وسام الشرف
  - الرقيب تروي أ. ماكجيل (1914-1944)، للعمل في الحرب العالمية الثانية.
  - خاص تيموثي سبيلان (1842-1901)، للعمل في معركة هاتشر ران خلال الحرب الأهلية.[4]
- الآخرين
  - الميجور جنرال بريفيه جوزيف ألكسندر كوبر (1823–1910)، المخضرم في الحرب المكسيكية الأمريكية والحرب الأهلية الأمريكية.
  - العميد روبرت نيلاند (1892–1962)، المخضرم في الحرب العالمية الأولى والحرب العالمية الثانية؛ مساعدًا لدوغلاس ماك آرثر، ثم مشرف ويست بوينت. كان نيلند المدير الفني لفريق كرة القدم في ولاية تينيسي المتطوعين، وقد تم تسمية استاد نيلاند بعده.

## روابط خارجية
- مقبرة نوكسفيل الوطنية - الموقع الرسمي
- السجل الوطني للأماكن التاريخية استمارة تقديم خصائص متعددة للمقابر الوطنية في عصر الحرب الأهلية
- Historic American Landscapes Survey
- U.S. Geological Survey Geographic Names Information System: مقبرة نوكسفيل الوطنية
- مقبرة نوكسفيل الوطنية في البحث عن مقبرة